# 11776 Milstein
A 11776 Milstein (ideiglenes jelöléssel 3460 T-3) a Naprendszer kisbolygóövében található aszteroida. Cornelis Johannes van Houten,  Ingrid van Houten-Groeneveld és Tom Gehrels fedezte fel 1977. október 16-án.